# ゲンナジー・チェルノヴォル
ゲンナジー・セルゲーエヴィチ・チェルノヴォル（Gennadiy Sergeyevich Chernovol、1976年6月6日 ‐ ）は、カザフスタンの元陸上競技選手。専門は短距離走。50mで5秒69の室内アジア記録を保持している。2002年アジア選手権男子200mの金メダリスト。妻のアンナ・チチェロワは2012年ロンドンオリンピック走高跳の金メダリストである。

## 経歴
1998年7月、アジア選手権男子200m決勝で20秒92をマークして伊東浩司（20秒70）、韓朝明（20秒77）に次ぐ3位に入り、この種目でカザフスタン勢初のメダリストとなった。
2001年3月、リスボン世界室内選手権に出場すると、初日の男子200m予選を21秒23の自己ベスト（当時）で突破し、世界大会の200mで初のセミファイナリストとなった。準決勝は21秒28の組3着で敗退し決勝には進めなかったが、これは世界室内選手権200mにおけるカザフスタン勢の最高成績となった（女子も含め）。2大会連続の出場となった最終日の男子60mも予選を突破し2大会連続でセミファイナリストとなったが、準決勝は6秒69の組4着で敗退した。
2001年8月、北京ユニバーシアードに出場すると、男子100mはマーカス・ブランソン（10秒15）に次ぐ10秒29で2位、男子200mもマルチン・ウルバス（20秒56）に次ぐ20秒57で2位と、両種目で銀メダルを獲得した。
2002年2月24日、リエヴァンで行われた室内大会60mにおいて、5秒69の50m室内アジア記録を樹立した。
2002年8月、アジア選手権に出場すると、男子100mはジャマル・アル＝サファル（10秒43）に次ぐ10秒50（-3.1）で2位に入り、この種目ではカザフスタン勢初のメダリストとなった。男子200mは20秒73（-1.7）で制し、男女通じてカザフスタン勢初となる200mの金メダリストとなった。
2002年10月、釜山アジア大会男子200mに出場すると、決勝では20秒57（0.0）をマークして末續慎吾（20秒38）に次ぐ2位に入り、この種目ではカザフスタン勢初のメダリストとなった。

## 自己ベスト
記録欄の（　）内の数字は風速（m/s）で、+は追い風、-は向かい風を意味する。
| 種目 | 記録           | 年月日        | 場所               | 備考                     |
| 屋外 | 屋外           | 屋外          | 屋外               | 屋外                     |
| ---- | -------------- | ------------- | ------------------ | ------------------------ |
| 100m | 10秒18 (-0.3)  | 2002年6月22日 | アルマトイ         |                          |
| 100m | 10秒11w (+3.3) | 2002年7月27日 | レーヴァークーゼン | 追い風参考記録           |
| 200m | 20秒44 (+0.6)  | 2003年8月27日 | ローマ             |                          |
| 室内 |                |               |                    |                          |
| 50m  | 5秒69+         | 2002年2月24日 | リエヴァン         | アジア記録 60mの途中計時 |
| 60m  | 6秒57          | 2002年2月1日  | エアフルト         |                          |
| 200m | 20秒95         | 2001年2月18日 | 天津               | カザフスタン記録         |
| 300m | 33秒67         | 2002年1月7日  | エカテリンブルク   |                          |

## 主要大会成績
| 年   | 大会                      | 場所           | 種目 | 結果    | 記録          | 備考                                     |
| ---- | ------------------------- | -------------- | ---- | ------- | ------------- | ---------------------------------------- |
| 1997 | 中央アジア競技大会 (en)   | アルマトイ     | 200m | 優勝    | 21秒52        |                                          |
| 1998 | アジア選手権 (en)         | 福岡           | 200m | 3位     | 20秒92        | カザフスタン男子初のメダリスト           |
| 1998 | アジア競技大会            | バンコク       | 100m | 7位     | 10秒41        |                                          |
| 1998 | アジア競技大会            | バンコク       | 200m | 4位     | 20秒84        |                                          |
| 1999 | 世界室内選手権            | 前橋           | 60m  | 準決勝  | 6秒73         |                                          |
| 1999 | 世界選手権                | セビリア       | 200m | 1次予選 | 21秒05 (-0.4) |                                          |
| 2000 | オリンピック              | シドニー       | 200m | 1次予選 | 20秒95 (+0.5) |                                          |
| 2001 | 世界室内選手権            | リスボン       | 60m  | 準決勝  | 6秒69         |                                          |
| 2001 | 世界室内選手権            | リスボン       | 200m | 準決勝  | 21秒28        |                                          |
| 2001 | 東アジア競技大会 (en)     | 大阪           | 100m | 優勝    | 10秒28 (0.0)  |                                          |
| 2001 | 東アジア競技大会 (en)     | 大阪           | 200m | 2位     | 20秒55 (0.0)  |                                          |
| 2001 | 世界選手権                | エドモントン   | 100m | 2次予選 | 10秒28        |                                          |
| 2001 | 世界選手権                | エドモントン   | 200m | 2次予選 | 20秒71 (+1.2) |                                          |
| 2001 | ユニバーシアード (en)     | 北京           | 100m | 2位     | 10秒29        |                                          |
| 2001 | ユニバーシアード (en)     | 北京           | 200m | 2位     | 20秒57        |                                          |
| 2002 | アジア選手権 (en)         | コロンボ       | 100m | 2位     | 10秒50 (-3.1) |                                          |
| 2002 | アジア選手権 (en)         | コロンボ       | 200m | 優勝    | 20秒73 (-1.7) | 男女通じてカザフスタン勢初の金メダリスト |
| 2002 | ワールドカップ (en)       | マドリード     | 200m | 5位     | 20秒73 (-0.6) | アジア代表                               |
| 2002 | アジア競技大会            | 釜山           | 200m | 2位     | 20秒57 (0.0)  | カザフスタン男子初のメダリスト           |
| 2003 | 世界室内選手権            | バーミンガム   | 60m  | 準決勝  | 6秒69         |                                          |
| 2003 | 中央アジア競技大会 (en)   | ドゥシャンベ   | 100m | 優勝    | 10秒50        |                                          |
| 2003 | 中央アジア競技大会 (en)   | ドゥシャンベ   | 200m | 優勝    | 21秒04        |                                          |
| 2003 | 世界選手権                | パリ           | 100m | 2次予選 | 10秒42 (0.0)  |                                          |
| 2003 | 世界選手権                | パリ           | 200m | 1次予選 | 21秒11 (+0.4) |                                          |
| 2003 | アジア選手権 (en)         | マニラ         | 100m | 2位     | 10秒27 (0.0)  |                                          |
| 2003 | アフロアジア競技大会 (en) | ハイデラバード | 100m | 4位     | 10秒46 (-0.6) |                                          |
| 2003 | アフロアジア競技大会 (en) | ハイデラバード | 200m | 2位     | 20秒81 (-0.8) |                                          |
| 2004 | 世界室内選手権            | ブダペスト     | 60m  | 予選    | 6秒74         |                                          |
| 2004 | オリンピック              | アテネ         | 100m | 2次予選 | 10秒42 (0.0)  |                                          |